# Amata micantala
Amata micantala är en fjärilsart som beskrevs av Gustaaf Hulstaert 1923. Amata micantala ingår i släktet Amata och familjen björnspinnare. Inga underarter finns listade i Catalogue of Life.